# عظیم‌آباد (نصرت‌آباد)
عظیم‌آباد روستایی در دهستان دومک بخش نصرت‌آباد شهرستان زاهدان استان سیستان و بلوچستان ایران است.

## جمعیت
بر پایه سرشماری عمومی نفوس و مسکن در سال ۱۳۹۵ جمعیت این روستا ۱۱۵ نفر (۳۰خانوار) بوده‌است.